# La Serre-Bussière-Vieille
La Serre-Bussière-Vieille [la sɛʁ bysjɛʁ vjɛj] ist ein Dorf und eine Gemeinde im Zentralmassiv in Frankreich. Die Gemeinde gehört zum Kanton Aubusson im Arrondissement Aubusson im Département Creuse in der Region Nouvelle-Aquitaine. Sie grenzt im Norden an Saint-Priest, im Osten und im Süden an Mainsat, im Südwesten an Champagnat, im Westen an Saint-Domet und im Nordwesten an Peyrat-la-Nonière.

## Ortsname
Der Ortsname lautete um das Jahr 1180 Parochia de La Serre.

## Geschichte

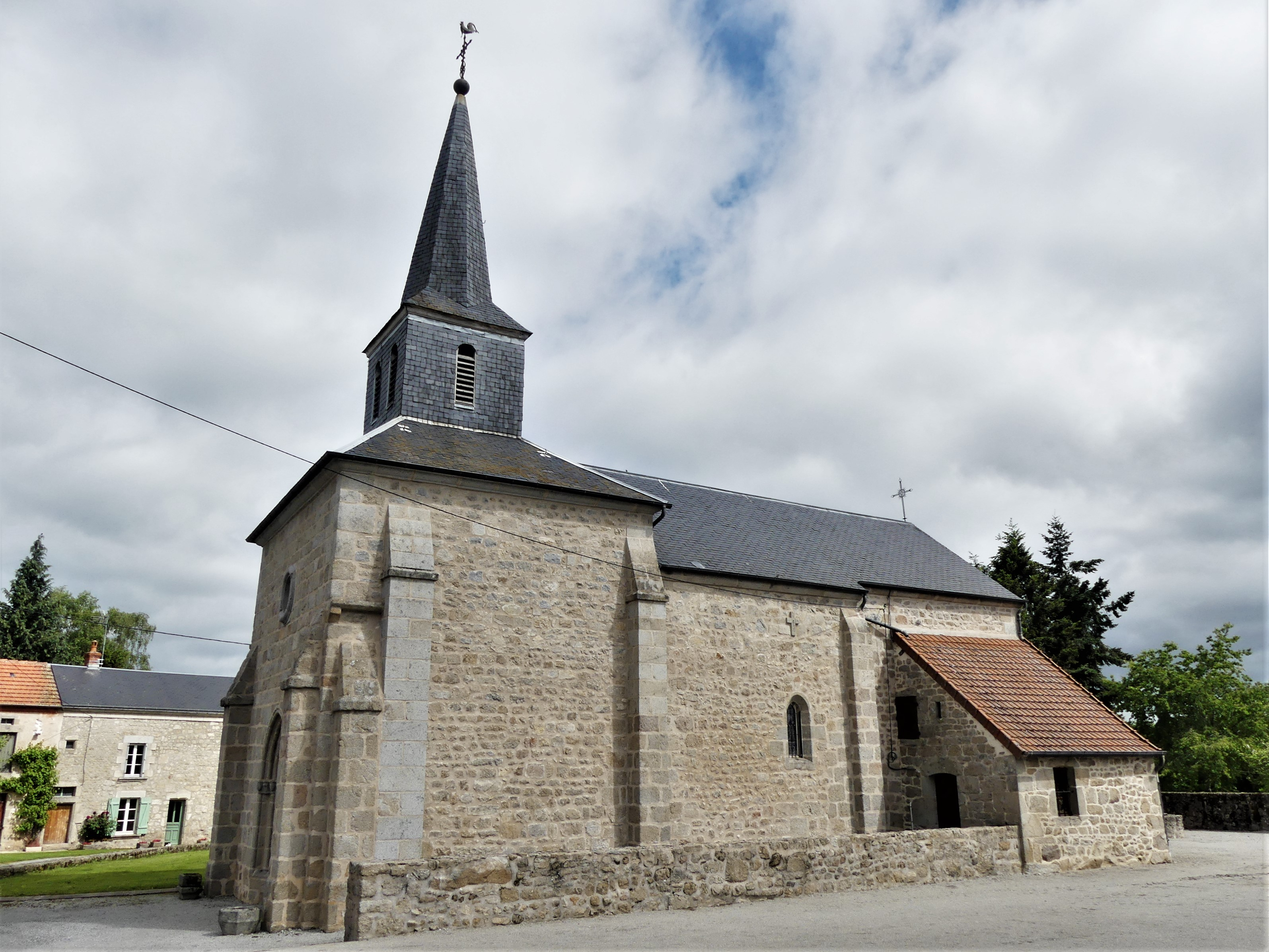
Kirche Saint-Pardoux

Das an der Grenze zur Nachbargemeinde Mainsat gelegene Château de Chaumont wurde 1939 an die Hilfsorganisation Œuvre de secours aux enfants (OSE) vermietet. Dort fanden während der Deutschen Besetzung Frankreichs im Zweiten Weltkrieg zahlreiche jüdische Kinder Zuflucht.

## Bevölkerungsentwicklung
| Jahr      | 1962 | 1968 | 1975 | 1982 | 1990 | 1999 | 2006 | 2012 |
| --------- | ---- | ---- | ---- | ---- | ---- | ---- | ---- | ---- |
| Einwohner | 236  | 213  | 193  | 147  | 117  | 110  | 124  | 123  |

## Sehenswürdigkeiten
- Dolmen Pierre sous Pèze